# The Herculoids
The Herculoids ("Os Herculóides" no Brasil) é uma série de televisão animada americana, criada e desenhada por Alex Toth, produzida pela Hanna-Barbera Productions. A série estreou em 9 de setembro de 1967 na CBS.  Hanna-Barbera produziu uma temporada para a veiculação original do programa, embora os 18 episódios originais tenham sido reexecutados durante a temporada televisiva de 1968-69, com The Herculoids encerrando sua temporada em 6 de setembro de 1969. Onze novos episódios foram produzidos em 1981 como parte de Space Stars. Os enredos estão enraizados na ficção científica e têm direção e conteúdo de histórias semelhantes a Jonny Quest e Space Ghost.
No Brasil, esta série estreou no ano 1968, pela TV Globo. Nos anos 1970 foi exibida na TV Record, e entre os anos 80 e 90, na TV Bandeirantes e na extinta Rede Manchete. Atualmente é exibida na TV a cabo com o Cartoon Network, Boomerang e Tooncast. Teve 11 novos episódios produzidos no biênio 1981-1982, porém sem o mesmo sucesso, como parte do programa Space Stars, que também exibiu novas aventuras do herói Space Ghost.

## Personagens[2]

### Humanos
- Zandor, protetor do planeta Quasar, sempre anda com seu escudo e seu estilingue, e é o mais valente da família;
- Tara, mulher de Zandor. É a cabeça pensante da equipe, inteligente e com instinto de liderança;
- Dorno, filho do casal, é bastante jovem e vive entrando em enrascadas para ser salvo pelo seu pai.

### Criaturas
- Zok, o dragão alado, capaz de emitir raios de seus olhos e cauda. Único Herculóide capaz de voar pelo espaço e respirar fogo;
- Igoo, um extremamente forte e gigantesco gorila de pedra. Sua pele é muito dura. Apesar de sua aparência e personalidade hostil, tem uma afeição e um carinho muito grande por Tara;
- Tundro, se parece com uma mistura de rinoceronte, tanque de guerra, besouro, flor (pelo couro em volta do pescoço) e tricerátopos de dez patas. Atira pedras de energia explosivas de seu chifre. Sua carapaça blindada faz dele tão resistente quanto Igoo. É bastante forte. Suas pernas são capazes de se esticarem, como pernas-de-pau;
- Gloop e Gleep, duas criaturas de um material elástico capazes de assumir diversas as formas imagináveis. Também são capazes de se subdividir em unidades menores, todas com olhos e autonomia própria, mas também capazes de agir em grupo, cooperando umas com as outras. Gloop é o maior dos dois, considerado por vezes o pai ou irmão mais velho de Gleep (não há referências oficiais sobre o parentesco). Enquanto Igor e Tundro se protegem com suas "blindagens", Gloop e Gleep partem do princípio inverso: seus corpos são extremamente elásticos, flexíveis e gelatinosos, capazes de desviar com rapidez e até mesmo refletir raios inimigos. São similares a amebas, ou protoplasmas.

## Curiosidades
- Alguns episódios exibem "tecnologias do passado" (como robôs avançados). Portanto, supõe-se que sejam restos de raças invasoras, ou a série se passa em um futuro pós-apocalíptico (se tais tecnologias existiram no planeta Quasar e não são usadas, algo aconteceu com sua sociedade, visto que a família de Zandor vive como homens das cavernas)
- Já houve um crossover com o personagem Space Ghost[carece de fontes?].

## Episódios de 1967
nomes (em português) e os originais (em inglês):
1. Os Homens Papagaio (The beaked people)
2. Os invasores (The raiders)
3. As estranhas criaturas (The pod creatures)
4. A Vingança de Sarko (Sarko the Arkman)
5. Os Homens Toupeira (The Mole Men)
6. Os Piratas (The pirates)
7. Os Homens Aranha (The Spider Man)
8. Os robôs de Mekkor (Mekkor)
9. O Dorgyte Perdido (The Lost Dorgyte)
10. Formigas destruidoras (Destroyer Ants)
11. A Derrota de Ogron (Defeat of Ogron)
12. Os andróides (The Android People)
13. O templo de Trax (Temple of Trax)
14. O Monstro do Pântano (The Swamp Monster)
15. Os Lanceiros (Laser Lancers)
16. O Macaco Assaltante (The raider apes)
17. O Minúsculo Reino de Yoki (Tiny World of Terror)
18. Prisioneiros dos homens bolhas (Prisoners of the Bubblemen)
19. As criaturas do tempo (The Time Creatures)
20. Os Gladiadores de Kyanite (The Gladiators of Kyanite)
21. Mekkano, a máquina mestre (Mekkano, the Machine Master)
22. A Invasão dos Eletro Homens (Invasion of the Electrode Men)
23. Missão dos amatons (Mission of the Amatons)
24. A rainha skorra (Queen Skorra)
25. Os Homens Sem Rosto (Attack of the Faceless People)
26. Os Zorbots (The zorbots)
27. A volta de Sta-Lak (Return of Sta-Lak)
28. A vingança dos piratas (Revenge of the Pirates)
29. O chefe dos reptons (Ruler of the Reptons)
30. A Ilha da Gravidade (The Island of the Gravites)'
31. Malak e os gorilas de aço (Malak and the Metal Apes)
32. A Volta de Torak (The Return of Torrak)
33. O antídoto (The Antidote)
34. Ataque do espaço (Attack from Space)
35. Os Mutóides (The Mutoids)
36. Os Homens de cristal (The Crystalites)

## Episódios de 1981
1. O Monstro Glacial (The Ice Monster)
2. A Ameaça Púrpura (The Purple Menace)
3. O Pássaro de Fogo (The Firebird)
4. A Criatura Energia (The Energy Creature)
5. Cavaleiros de Serpentes (The Snake Riders)
6. O Bucaneiro (The Buccaneer)
7. O Raio (The Thunderbolt)
8. Retorno dos Antigos (Return of the Ancients)
9. Caçadores Espaciais (Space Trappers)
10. Os Invisíveis (The Invisibles)
11. O Intelecto (Mindbender)

## Vozes
- locução: Mike Road
- Zandor: Mike Road
- Tara: Virgina Gregg
- Dorno: Ted Eccles
- Zok e Tundro: Mike Road
- Igoo: Ted Cassidy
- Gloop e Gleep: Don Messick

## Outras mídias

### Histórias em quadrinhos
The Herculoids apareceram em várias histórias em quadrinhos ao longo dos anos. Entre 1968 e 1969 apareceram nas edições 1-2; 4-7 da série Hanna-Barbera Super TV Heroes. Em 1978 apareceram na edição 3 de TV Stars da Marvel Comics. Entre 1997 e 1999, apareceram nas edições 5, 9, 13 e 17 da série Cartoon Network Presents da DC Comics.
Em 2016, The Herculoids tiveram um papel importante na série Future Quest da DC Comics, que também contou com personagens de várias séries animadas produzidas pela Hanna-Barbera como Jonny Quest, Space Ghost, Homem-Pássaro e Galaxy Trio, Frankenstein Jr. e The Impossibles, Moby Dick e Mighty Mightor.